# Хеврон
Хевро́н (Хебро́н; ивр. חֶבְרוֹן‎ Хеврон, в Септуагинте Хεβρών, Хεηρώμ) или Эль-Хали́ль (араб. الخليل‎ Эль-Халиль) — крупнейший город в южной части Западного берега реки Иордан, столица палестинской провинции Хеврон. Расположен в 30 км южнее Иерусалима на высоте 927 м над уровнем моря. Население, согласно переписи 2017 года, составляет 201 063 палестинцев. В 2019 году в Хевроне проживало около 1000 израильтян. 80 % территории Хеврона находится под контролем Палестинской национальной администрации, 20 % — под контролем израильской армии.
Хеврон — один из древнейших городов мира, находится в исторической области Иудея, почитается в иудаизме вторым по святости городом после Иерусалима. Самое известное историческое место в Хевроне — это Пещера Патриархов, которая является святыней для иудеев, христиан и мусульман. В Библии — один из городов-убежищ.
В городе расположены Хевронский университет, Палестинский политехнический Университет, а также несколько еврейских религиозных иешив, в том числе в здании Пещеры Патриархов.
По Библии, первоначальное название города — Кириаф-Арба (Быт. 23:2), другое написание — Кириат-Арба или Кирьят-Арба. В настоящее время этим именем названо прилегающее к Хеврону израильское городское поселение Кирьят-Арба.
В 2017 году старый город Хеврона был объявлен ЮНЕСКО памятником Всемирного наследия.

## История
Основан около 1700 до н. э.. В Библии сообщается (Чис. 13:23), что Хеврон был основан на семь лет раньше египетского города Цоан (Танис).
До 1300 года до н. э. — центр ханаанской культуры.
По Библии, первоначальное название города Кириат-Арба толкуется, как «город Арба», где Арба — имя родоначальника великанов, живших в городе до его покорения израильтянами (Нав. 14:13—15, 15:13); это название имеет значение «четвероградие» Упоминается также как Мамре (Быт. 23:19), по названию дубравы Авраама.
После завоевания евреями Ханаана вошёл в надел колена Иуды и был передан семье Халева.
Еврейское население непрерывно жило в Хевроне в течение более 3 тысячелетий — с XIII в. до н. э. и по 1929 год.
Хеврон в течение семи лет был первой столицей царя Давида (2Цар. 2:1—4). В Хевроне сын Давида Авессалом провозгласил себя царем и поднял восстание против своего отца (2Цар. 15:7—12). При Ровоаме Хеврон, как один из важнейших городов на юге Иудеи, был сильно укреплен.
После вавилонского пленения был заселён преимущественно идумеями. Затем вошёл в состав хасмонейского царства при Александре Яннае, затем, при Ироде Великом и его сыновьях, был частью Иудеи, и, наконец — частью римской провинции Иудея, позже переименованной в Палестину. В 70 году н. э., во время Первой Иудейской войны был разрушен римлянами.
Византийцы превращают «Пещеру Патриархов» (Пещера Махпела) в церковь.
В 614 году город был занят персидской армией Хосрова II, но вскоре вернулся к Византии. В 638 завоёван мусульманами. В 1100−1187 годах — находится под властью крестоносцев, в 1167—1187 был резиденцией епископа Был отвоёван Салах-ад-дином, затем — в руках мамлюков до 1517 г.
С XVI века и до Первой мировой войны город, как и вся Палестина, находился под османским управлением.
По результатам войны — под британским мандатом.
На 1890 год еврейская община Хеврона насчитывала 1500 человек.
По переписи 1922 года в городе проживало более 16 тысяч человек. Помимо центра садоводства (гранаты, инжир, оливки) и виноградарства, город издавна был известен своим стеклом.
В ходе беспорядков 1929 года в подмандатной Палестине произошёл погром в Хевроне. Было убито 67 евреев, сотни евреев были искалечены. Еврейская больница Бейт-Хадасса, в которой лечились все жители города, была разграблена и разрушена. После подавления беспорядков британские власти эвакуировали еврейское население Хеврона и Газы; некоторое количество евреев впоследствии вернулось в город, но в 1936 году из-за арабского восстания 1936—1939 годов, еврейское население было снова эвакуировано.
С 1948 по 1967 год Хеврон был оккупирован Иорданией. В ходе Шестидневной войны 1967 года оказался под контролем Израиля.
В 1968 году инициативная группа во главе с раввином Моше Левингером решила возобновить еврейское присутствие в Хевроне. Со временем были созданы несколько очагов еврейского присутствия в городе, крупнейший из них — еврейский квартал «Авраам-Авину» на месте древнего еврейского квартала. Постоянно только в еврейских кварталах Хеврона проживают более 1350 израильтян. Всего в районе большого Хеврона, включая город-спутник Кирьят-Арба и другие еврейские поселения вблизи города, на 2016 год проживало около 17 тыс. евреев.

## Современное положение
В начале 1997 года в соответствии с Хевронскими соглашениями город был разделён на два сектора: H1 и H2. Сектор H1, который составляет около 80 % территории города, и в котором проживает 120 тыс. палестинцев, перешёл под контроль Палестинской администрации. Сектор H2, который населяют 30 тыс. палестинцев, остается под контролем израильской армии для защиты жителей еврейского квартала. Перейти из сектора в сектор можно через любой из 16 израильских контрольно-пропускных пунктов.

### Еврейский Хеврон
По состоянию на 2019 год, еврейское население Хеврона составляло около 1000 человек; также в городе находились 300 учеников иешивы «Шавей Хеврон», большинство из них — на условиях школы-интерната. Значительная часть еврейского населения города сконцентрированы в квартале «Авраам-Авину», находящемся на месте древнего еврейского квартала. В здании бывшей еврейской больницы «Бейт-Хадасса» и прилегающих к нему нескольких недавно построенных домов, таких как Бейт-Шнеерсон, постоянно проживают более 70 семей, там же находятся синагога и музей-мемориал памяти погибшим во время погрома в Хевроне 1929 года. В разных районах города имеются дома и земли, которые до изгнания принадлежали евреям; даже иорданские реестры имущества включали записи о принадлежащим евреям 24 домах и 20 земельных участках.
Иешива «Шавей Хеврон» расположена в здании еврейской гостиницы XIX века «Бейт-Романо», на прилегающем участке находятся база ЦАХАЛ и участок «квартал Хизкиягу», где в переносных домах проживают несколько семей.
У могил Руфь и Иессея, находящихся в квартале «Тель-Румейда», расположен квартал «Адмот Ишай», включающий несколько здания и переносных домов (участок земли в 80 га был куплен евреями в начале XIX века). Там же находится археологический парк Древний Хеврон, в котором продолжаются раскопки и можно увидеть исторические улицы города.
В 2001 году, после убийства палестинским снайпером 10-месячной девочки Шалгевет Паз, 18 семей основали квартал «Мицпе-Шалгевет». Квартал расположен на землях, которые принадлежали с XVII века организации сефардских евреев «Маген-Авот» и использовались палестинцами, как рынок.
В возрождении еврейского Хеврона важную роль сыграл репатриант из СССР, профессор физики Бенцион Тавгер. Его усилиями были восстановлены из руин синагога, носящая имя Авраама, и старое еврейское кладбище. В августе 2017 года по настоянию нового министра обороны Авигдора Либермана, командующим Центральным округом был подписан приказ о создании еврейского муниципалитета Хеврона.
Каждый год главную иудейскую святыню Хеврона — Пещеру Махпела — посещают сотни тысяч туристов и паломников из разных стран мира. Особенно велик поток во время еврейских праздников Песах и Суккот.

### Арабский Хеврон
В городе расположены Хевронский университет, Палестинский политехнический Университет.

## Пещера Патриархов
Главная святыня Хеврона — Пещера Патриархов (также известная как пещера Махпела́). Согласно монотеистической традиции, в этом месте похоронены первые люди, Адам и Ева, а также библейские патриархи и их жёны — Авраам и Сарра, Исаак и Ревекка, Иаков и Лия. Здание, стоящее на месте их предположительных захоронений, сохранилось, по меньшей мере, со времён Ирода.
Сегодня[когда?] здание открыто таким образом, что в нём проводятся как еврейские, так и мусульманские богослужения. Сведения о само́й пещере, над которой построено здание, очень незначительны.
25 февраля 1994 года житель Кирьят-Арба Б. Гольдштейн совершил теракт, убив из автомата 29 молившихся там мусульман из Хеврона, а затем был убит молившимися.

## Русский монастырь
В конце XIX века Русская Духовная Миссия приобрела в Хевроне обширный участок земли с Мамврийским дубом. В начале XX века здесь был построен храм в честь святых Праотцев и основан монастырь Святой Троицы.